# Helolaphyctis chrysorheus
Helolaphyctis chrysorheus är en tvåvingeart som beskrevs av Hull 1958. Helolaphyctis chrysorheus ingår i släktet Helolaphyctis och familjen rovflugor. Inga underarter finns listade i Catalogue of Life.